# Josef Zwetzbacher

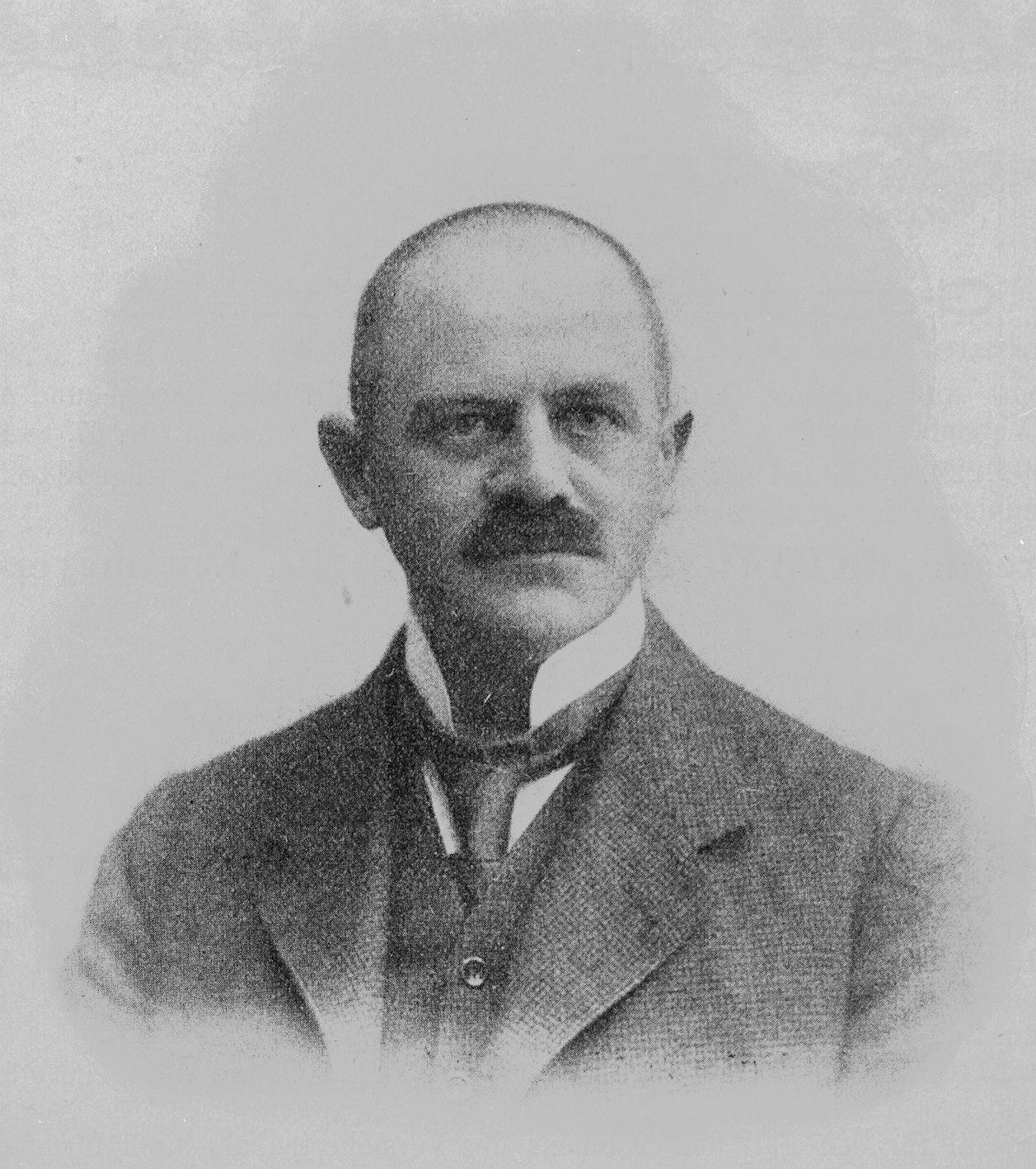
Josef Zwetzbacher (1913)

Josef Zwetzbacher (* 17. Oktober 1874 in St. Pölten-Wagram; † 25. Dezember 1942 in Wien) war österreichischer Politiker (CS), Abgeordneter zum niederösterreichischen Landtag, Landeshauptmannstellvertreter von Niederösterreich und Mitglied des Bundesrats.

## Leben
Josef Zwetzbacher wurde am 17. Oktober 1874 St. Pölten-Wagram geboren, das damals zur Gemeinde Stattersdorf gehörte. Er entstammte einer wohlhabenden Familie, die seit 1679 im Besitz der „Zwetzbachermühle“ war. Nach dem Besuch einer Handelsschule übernahm er 1897 die elterliche Mühle. Schon zuvor hatte er sich in der Gemeinde engagiert. Er scheint 1894 als Gründer der Freiwilligen Feuerwehr auf, ab 1902 war er Leiter eines Vereins zur Errichtung einer Kapelle.
1908 gründete Zwetzbacher einen Verein, um die Bauern im Umkreis von St. Pölten im christlichsozialen Sinn zu organisieren, im gleichen Jahr zog er erstmals in den niederösterreichischen Landtag ein. 1914 wurde er zum Kriegsdienst eingezogen, im Jahr darauf verlor er sein Landtagsmandat. Zuerst diente er als Oberleutnant in der 12. Landsturmbrigade, ab 1915 in der 59. Gebirgsbrigade in den julischen Alpen.
Nach Kriegsende wurde Zwetzbacher von 1918 bis 1919 erster frei gewählter Bürgermeister seiner Heimatgemeinde Stattersdorf. Weiters war er, als Mitglied des 1908 zuletzt gewählten Landtags, Mitglied des provisorischen Landtags von Niederösterreich und des Gemeinsamen Landtages von Niederösterreich und wurde nach der Abtrennung Wiens 1920 in den Landtag von Niederösterreich-Land übernommen und wurde dort Landeshauptmannstellvertreter. Nach der Landtagswahl in Niederösterreich 1921 wurde er erneut zum Landeshauptmannstellvertreter gewählt (I. Gesetzgebungsperiode). Zwischen Dezember 1920 und Jänner 1925 ist er zudem Mitglied des Bundesrates (I. und II. Gesetzgebungsperiode), 1922 für drei Monate dessen Vorsitzender. Neben seiner politischen Tätigkeit war Zwetzbacher ab 1922 Präsident der niederösterreichischen Landwirtschaftskammer, von 1923 bis 1924 Präsident der Niederösterreichischen Bauernbank und Gründungsmitglied der „1. Niederösterreichischen Brandversicherung“.
Im Jänner 1925 startete die den Nationalsozialisten nahestehende Deutschösterreichische Tages-Zeitung eine Kampagne gegen Zwetzbacher. Sie warf ihm über mehrere Tage diverse Verfehlungen in seinen Tätigkeiten für die Niederösterreichische Brandversicherung, vor allem aber für die Niederösterreichische Bauernbank vor. Es wurde ihm unter anderem der Vorwurf gemacht, er habe sich durch seine vielseitigen Positionen bestechen lassen, außerdem soll er Wucherpreise für Düngemittel verlangt haben. Nach kurzer Zeit legte er seine Ämter am 30. Jänner ruhend, am 4. Februar trat er von allen Ämtern zurück. Dies geschah nicht aus freien Stücken, sondern wurde von der Parteileitung angeordnet.
Erst 1934 widmete sich Zwetzbacher wieder anderen Dingen als seinen Besitztümern, er wurde bis 1938 Präsident der Wiener Produktenbörse. Zwetzbacher verstarb am 25. Dezember 1942 in Wien.

## Ehrungen
- Josef-Zwetzbacher-Gasse in St. Pölten-Wagram (1969)[3]
- Ehrenbürger der Gemeinde Stattersdorf-Wagram[11]
- Ehrenbürger in 50 weiteren Gemeinden[2]
- Ehrenmitglied der katholischen Studentenverbindung K.D.St.V. Pflug Wien (1945 eingegliederte Tochterverbindung der KÖHV Franco-Bavaria Wien) im ÖCV (1923)[12][13]